# Bassjackers
I Bassjackers sono un gruppo Electro House formato nel 2007 e composto dal DJ Marlon Flohr e dal producer Ralph van Hilst.

## Carriera musicale
Marlon e Ralph decisero di unirsi per formare i Bassjackers nel 2007, ma il vero successo lo otterranno con il singolo Mush Mush, pubblicato nel 2011 sulla Musical Freedom, Label indipendente di Tiësto, la canzone rimase per ben 10 settimane di fila nella Top 10 Beatport, vero e proprio punto di riferimento per la musica elettronica.
Nel 2013 uscirono diverse collaborazioni con altri DJ ormai affermati nel mondo dell'EDM, tra cui Hey! con gli Showtek, "Grid", pubblicata insieme a Dyro e molte altre. Nel 2013 uscì anche un loro pezzo in free download chiamato Crackin’ (Il brano diventerà molto popolare nel 2014 grazie ad una versione editata da parte di Martin Garrix).
Nel 2014 le loro canzoni di maggior successo furono Derp con il DJ statunitense MAKJ, Like That, uscita sulla label di Dimitri Vegas & Like Mike, Smash The House, il loro remix di Dear Life di Dannic, Savior ed una seconda collaborazione con Dyro, pubblicata verso la fine di dicembre e chiamata X, una delle canzoni che darà il via alla neo-label di Dyro, la Wolv.
Nel 2015 collaborano con Thomas Newson ed insieme pubblicano Wave Your Hands. In seguito uscì anche una collaborazione con Afrojack chiamata What We Live For. Tramite la recente label degli Showtek, la Skink, pubblicarono insieme a Brooks il pezzo Alamo.
Verso la fine del 2015 vengono pubblicate Memories (in collaborazione con KSHMR), Bring That Beat, Sound Barrier (nata dall'unione tra i Bassjackers, Coone e la vocalist GLDY LX) e Rough, pubblicata insieme a Reez,
Nel 2015 i Bassjackers entrano nella TOP 100 DJ MAG in 39ª posizione.

## Discografia

### Album ed EP
- 2007 - Beat Cut EP (Sneakerz Muzik)
- 2008 - Enowapi EP (Secure Recordings)
- 2009 - Sujo EP (Secure Recordings)
- 2017 - Les Pays EP (Spinnin Records)

### Brani
- 2008 - Bassjackers & Quintino – Atlanta (Sneakerz Muzik)
- 2008 - Bassjackers & Apster – Kinda Kluzu (Sneakerz Muzik)
- 2008 - Bassjackers & Apster – Klambu (Sneakerz Muzik)
- 2008 - Bassjackers – Juicy Lucy (Sneakerz Muzik)
- 2009 - Bassjackers & Jorn – 16 (Samsobeats)
- 2010 - Bassjackers – Rocker/Gnocco (Foktop!)
- 2010 - Bassjackers & Oliver Twizt – Bimma (Foktop!)
- 2010 - Bassjackers – Stronger feat. Bizzey (Nope is Dope Records)
- 2010 - Bassjackers & Ralvero – Bang Like A (Spinnin' Records)
- 2010 - Bassjackers – Clifton (Samsobeats)
- 2010 - Bassjackers & Partysquad – Showrocker (Spinnin' Records)
- 2011 - Apster & Bassjackers - Brougham (Wall Recordings)
- 2011 - Bassjackers & Apster - Contour (Wall Recordings)
- 2011 - Bassjackers - Mush Mush (Musical Freedom)
- 2011 - Ralvero & Bassjackers - Rambo (Spinnin' Records)
- 2011 - Bassjackers & The Flexican - Kefaya (Samsobeats)
- 2012 - Angger Dimas & Bassjackers - RIA (Spinnin' Records)
- 2012 - Bassjackers & Yves V - Bronx (Smash The House)
- 2013 - Showtek & Bassjackers - Hey! (Cr2 Records)
- 2013 - Bassjackers & Dyro - Grid (Spinnin Compilations)
- 2013 - Bassjackers & Kenneth G - Duckface (Hysteria Recs)
- 2013 - Bassjackers & Ferry Corsten - Collision (Spinnin' Records)
- 2013 - Bassjackers - Crackin' (Free Download)
- 2013 - Bassjackers & Gregori Klosman - Flag (Spinnin' Records)
- 2013 - Bassjackers - Zing (Protocol Recordings)
- 2014 - Bassjackers - Crackin' (Martin Garrix Edit) (Spinnin' Records)
- 2014 - Bassjackers & Jordy Dazz - Battle (Doorn Records)
- 2014 - Bassjackers & MAKJ - DERP (Hysteria Records)
- 2014 - Bassjackers & Kenneth G - Rampage (Revealed Recordings)
- 2014 - Bassjackers - Like That (Smash The House)
- 2014 - Bassjackers - Savior (Spinnin' Records)
- 2014 - Bassjackers & Dyro - X (WOLV)
- 2015 - Bassjackers & Thomas Newson - Wave Your Hands (Smash The House)
- 2015 - Bassjackers & Afrojack - What We Live For (Wall Recordings)
- 2015 - Bassjackers & Brooks - Alamo (Skink Records)
- 2015 - KSHMR & Bassjackers feat. Sirah - Memories (Spinnin' Records)
- 2015 - Bassjackers - Bring That Beat (Smash The House)
- 2015 - Coone x Bassjackers x GLDY LX - Sound Barrier (Smash The House)
- 2015 - Bassjackers & Reez - Rough (Musical Freedom)
- 2016 - Bassjackers & Crossnaders - SPCMN (Free Download)
- 2016 - Bassjackers & Joe Ghost feat. MOTi - On The Floor Like (Spinnin' Records)
- 2016 - Bassjackers vs Breathe Carolina & Reez - Marco Polo (Spinnin' Records)
- 2016 - Bassjackers & Jay Hardway- El Mariachi (Spinnin' Records)
- 2016 - Bassjackers & Jay Hardway - Dinosaurs (Spinnin' Records)
- 2016 - Bassjackers & KSHMR feat. Sidnie Tipton - Extreme (Spinnin' Records)
- 2016 - Bassjackers vs Skytech & Fafaq - Pillowfight
- 2017 - Breathe Carolina & Bassjackers feat. CADE - Can't take It
- 2017 - Bassjackers & Brooks - Joyride
- 2017 - Bassjackers vs D'Angello & Francis - All Aboard (Dimitri Vegas & Like Mike Edit)
- 2017 - Bassjackers x Lucas & Steve feat. Caroline Pennell - These Heights
- 2018 - Bassjackers & Bali Bandits - Are You Randy?
- 2018 - Bassjackers - Are You Ready
- 2018 - Bassjackers - The Riddle
- 2018 - Bassjackers - Poppin
- 2018 - Bassjackers - Last Fight
- 2018 - Bassjackers - Switch
- 2018 - Bassjackers - Bounce
- 2019 - Bassjeckers & Apster - No Style
- 2019 - Bassjackers & Apek - Flip The Beat
- 2019 - Bassjackers & Twiig - Memento
- 2020 - Bassjaclers x Dimitri Vegas & Like Mike - Happy Together
- 2020 - Bassjackers - Want You (So Bad)
- 2020 - Bassjackers - Motivation
- 2020 - Bassjackers & Wolfpack feat. Richie Loop - Old Money
- 2020 - Bassjackers - Tricks
- 2020 - Bassjackers con Jaxx & Vega, Futuristic Polar Bears - Run Away
- 2020 - Bassjackers, Wolfpack, Babà Yega - Halloween
- 2020 - Banzai Channel One (con Dimitri Vegas & Like Mike, Crossnaders)
- 2020 - Jingle Bell

### Remix
- 2007 - Groovenatics – Bust a Move (Bassjackers remix) (Sneakerz Muzik)
- 2007 - Funkwerkstatt – Windrose (Bassjackers Remix) (Sneakerz Muzik)
- 2008 - Cidinho & Doca – Rap das Armas (Bassjackers Remix) (Spinnin' Records)
- 2008 - DJ Rockid – Girls (Bassjackers remix) (Sneakerz Muzik)
- 2008 - Randy Santino – Hydrogen (Bassjackers Remix) (Masal)
- 2008 - Rene van Munster – Phonesmack (Bassjackers Remix) (Secure Recordings)
- 2008 - Franky Rizardo – Flutetest (Bassjackers Remix) (Netswork Recordings/Sneakerz Muzik)
- 2008 - Oliver Twizt – Houston We Have a Problem (Bassjackers remix) (Samsobeats)
- 2008 - Harrison Crump – Konstruction (Bassjackers rekonstructed remix) (Funktion rec.)
- 2008 - Ron Carroll – WDTS (the nike song) (Bassjackers remix) (Sneakerz Muzik)
- 2009 - Diego Miranda – Ibiza for dreams feat. Liliana (Ralvero & Bassjackers remix) (Vidisco, POR)
- 2009 - Flow 212 – Ritmo do meu flow (Ralvero & Bassjackers remix) (Sneakerz Muzik & Vidisco, POR)
- 2009 - Nick & Danny Chatelain – Baila Baila (Ralvero & Bassjackers remix) (4Kenzo, POR,)
- 2009 - Sidney Samson – Let's Go (Bassjackers Remix) (Spinnin' Records)
- 2009 - Ian Carey – SOS (Bassjackers & Ralvero remix, Spinnin' Records)
- 2009 - Joeysuki – Bamm (Bassjackers remix) (Made in Holland)
- 2009 - Giorgio Giordano – Ammazonia (Ralvero & Bassjackers Remix) (Sneakerz Muzik)
- 2009 - D-Rashid ft. Lilian Viera – Dinda (Bassjackers Remix & Bassjackers Radio Edit) (G-Rex)
- 2009 - Real el Canario – Wiggle Wiggle (Bassjackers Remix & Bassjackers Radio Edit) (Beat Dis)
- 2009 - Jaswho? – Naked (Bassjackers Remix) (Temple Music Group, USA)
- 2009 - Gregor Salto – Lambada (Bassjackers & Ralvero remix) (G-Rex)
- 2009 - Genetik & Gio Martinez – Rempejack (Bassjackers Remix) (Kingdome Kome Cuts, GER)
- 2009 - Nicky Romero & Kenneth G – Konichiwa B*tches (Made in NL)
- 2009 - Ralvero – Party People (Bassjackers Remix) (Sneakerz Muzik)
- 2010 - Seductive – Rockin' (Bassjackers remix) (Dim Mak)
- 2010 - Martin Solveig ft. Dragonette – Hello (Bassjackers remix) (Mixture)
- 2010 - Veron, Praia del sol & Bizzey – Sleazy (Bassjackers remix) (Sneakerz)
- 2010 - David Vendetta & Brain Lucas – Stella (Bassjackers remix) (Paradise records)
- 2010 - Firebeatz & Apster – Cencerro (Bassjackers remix) (Samsobeats)
- 2010 - Dave Darell – I Just Wanna live (Ralvero & Bassjackers remix) (Bazooka records)
- 2010 - Nick Galea – I Believe feat. Amba Shepherd (Bassjackers & Ralvero remix) (One Love)
- 2010 - Carl Tricks – On Me feat. Dadz‘n effect (Bassjackers remix) (Sneakerz Muzik)
- 2010 - Joe Ghost – At night (Bassjackers remix) (PBR Recordings)
- 2011 - Dada Life - White Noise/ Red Meat (Bassjackers remix) (Dim Mak Records)
- 2011 - Apster ft Bizzey - Moanin (Bassjackers remix) (Samsobeats)
- 2011 - Kid Massive & Peyton - A little louder (Bassjackers remix) (Transmission recordings)
- 2011 - Moby- Lie Down In Darkness (Bassjackers remix) (Little idiot)
- 2011 - Alex Kassel ft. Adam Joseph - Chasing the dream (SolTrenz Records)
- 2011 - Perry Farell pres. PerryEtty - Applause For You (Ultra)
- 2011 - Robbie Rivera, Tommy Lee & DJ Aero ft Sue Cho - Ding Dong (Juicy Music)
- 2011 - Marcel Woods - Inside Me( Bassjackers remix) (High Contrast Recordings)
- 2011 - Ferry Corsten - Check It Out (Bassjackers remix) (Flashover Recordings)
- 2011 - Tiesto - Maximal Crazy (Bassjackers remix) (Musical Freedom)
- 2012 - Enrique Iglesias ft Sammy Adams - Finally Found You (Bassjackers Remix) (Universal Music)
- 2012 - Bob Sinclar ft. Pitbull, Dragonfly & Fatman Scoop (Bassjackers remix) (541)
- 2012 - Marco V - Analogital (Bassjackers remix) (TAO Recordings)
- 2012 - Tocadisco ft. Julian Smith - That Miami Track (Bassjackers remix) (PBR Recordings)
- 2012 - Cherry Cherry Boom Boom - Come Back From San Francisco (Bassjackers remix) (Royal Pop)
- 2012 - Morgan Page, Andy Caldwell & Jonathan Mendelsohn - Where Did You Go (Bassjackers remix) (Nettwerk)
- 2012 - Spencer & Hill ft. Ari - Surrender (Bassjackers remix) (Spinnin Records)
- 2014 - Dannic feat. Bright Lights - Dear Life (Bassjackers Remix) (Revealed Recordings)
- 2015 - Dimitri Vegas & Like Mike feat. Ne-Yo - Higher Place (Bassjackers Remix) (Smash The House)
- 2017 - Cheat Codes feat. Demi Lovato - No Promises (Bassjackers Remix)
- 2020 - Dimitri Vegas & Like Mike - Ocarina (Bassjackers Remix)